# Brønshøj Sogn
Brønshøj Sogn er et sogn i Bispebjerg-Brønshøj Provsti (Københavns Stift). Sognet ligger i Københavns Kommune; indtil Kommunalreformen i 1970 lå det i Sokkelund Herred (Københavns Amt). I Brønshøj Sogn ligger Brønshøj Kirke.
Da kirken er den ældste, dækkede den også oprindelig et langt større sogn end i dag. Sognene i bl.a. Husum, Husumvold og Tingbjerg er således alle udskilt fra det område, som Brønshøj kirke oprindelig dækkede. I alt er 16 sogne udskilt fra det oprindelige Brønshøj sogn.
I Brønshøj Sogn findes flg. autoriserede stednavne:
- Brønshøj (bebyggelse, ejerlav)